# Desmond megye

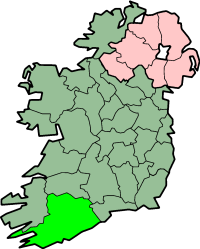
Cork megye. Északi és keleti része volt valamikor Desmond Earljének területe.

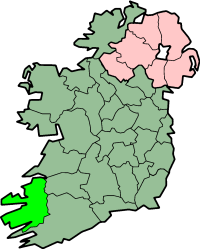
Kerry megye. Jórésze korábban Desmond megyéhez tartozott.

Desmond Írország történelmi megyéje volt az Ír-sziget délnyugati partvidékén. 1606-ban felosztották Cork megye és Kerry megye között.
Desmond gael név, eredetileg „Deas-Mumhan”, ami Dél-Munstert jelentett. A szótő más nevekben is fennmaradt: Thomond „Tuaidh-mumhan” (Észak-Munster), Ormond „Oir-Mumhan” (Kelet-Munster) és Iarmond „Iarmumhan” (Nyugat-Munster). 
A „Desmond” nevet a 14. század után a gael ír MacCarthy Mor törzsfők által uralta területre értették, akik Munster királyainak tartották magukat, és Desmond Earlje (Desmond grófja) területeire. A MacCarthy Mor birtokok Cork citytől délre és nyugatra helyezkedtek el. Desmond megye a grófok territóriumát jelölte, amely a nyugati Dingle-félszigettől keletre Cashelig, északra a MacCarthy-földekig terjedt. Az utolsó hiteles MacCarthy Mor utód Florence MacCarthy volt (1560-1640), de miután őt 1601-ben letartóztatták, a MaCarthy Desmond birtokot feldarabolták és angol betelepedők és ír kisbirtokosok közt osztották fel.
Írország normann inváziója után, 1329-ben az új urak Desmond grófjának címét és birtokát Maurice FitzGeraldnak adományozták. Ez a család népszerű volt az egyszerű írek közt és azt tartották róla, hogy „írebb lett az íreknél”. Írország Tudor újrameghódítása idején a Fitzgeraldok ellenálltak az angol hivatalnokoknak, akikről úgy vélték, a rivális Butler családot támogatják az ő ellenükben. Ez az ellenségeskedés vezetett 1569 és 1573, később 1579 és 1583 között a Desmond lázadásokhoz.
Az utolsó desmondi earl az első „dinasztiából” Gerald Fitzgerald, Desmond 15. grófja volt, akit 1583-ban megöltek és a családjától a lázadásokban betöltött szerepe miatt elvették örökségét. A kilencéves háború (1594–1603) idején a címre igényt tartott az angol jelöltje, James Fitzgerald és a lázadók által támogatott James FitzThomas Fitzgerald is (akit Sugán Earl, vagy „Szalmafonat Earl” néven emlegettek). Mindketten meg is szerezték a grófi címet, de csak átmenetileg. A „Sugán Earl” a londoni Towerban halt meg 1607-ben (James Fitzgerald akkor már évek óta halott volt, ő is idegen földön halt meg, szintén Londonban).
1675-ben még egyszer újraélesztették az desmondi earlséget: Denbigh Earlje kapta jutalomként. (A denbighi earlség a mai napig élő rang.)